# BURN THE WITCH
《BURN THE WITCH》（日语：／）是日本漫畫家久保帶人創作的少年漫畫，於2018年7月14日在集英社旗下雜誌《週刊少年Jump》刊載的單篇，在久保帶人《BLEACH》連載完結後兩年同時也是《週刊少年Jump》創刊50周年的特別企劃之一。2020年3月《BLEACH》20周年慶宣布將在2020年8月至9月於《週刊少年Jump》開始連載第1季，並在10月2日放送中篇劇場版動畫。並在漫畫第1季最終回公佈預定繼續短期連載第2季，具體時間未公佈。
劇中出現過屍魂界・西梢局的名詞，暗示本劇與《BLEACH》的世界觀、舞台似乎有關聯，故事發生在《BLEACH》千年血戰後12年即漫畫最終話（第686話）2年後。

## 發行
《BURN THE WITCH》最初於2018年7月14日以62頁單篇刊載於2018年33號《週刊少年Jump》。2020年3月21日，宣佈《BURN THE WITCH》將於2020年夏季成為同杂志上系列化連載，並於同年秋季改编推出劇場中篇動畫，以及释出前导影像。其動畫由team Yamahitsuji和STUDIO COLORIDO製作，川野達朗擔任動畫監督。漫畫第一季於《週刊少年Jump》2020年38號至41號連載，全4話；連載結束同時宣佈決定製作第二季。

## 世界观

### 故事设定
「龍」是現實中宛如神秘現象的生物，是災害亦是資源一樣的存在。歷史上倫敦有72%死亡事故與「龍」有關，然而對於大部分的人類來說，他們卻無法看到這些奇幻生物。只有少部分生活在「裏倫敦」的人，能夠成為魔女或是魔法師，可以駕馭及對抗這些「龍」。
金髮女主角「妮妮」與黑髮女主角「諾艾兒」二人隸屬「Wing Bind」（WB）組織，負責保護及管理這些「龍」，同時亦避免其引發的災害，影響到一般市民與倫敦。

## 登场角色

### 吹哨隊
（Noel Niihashi，聲：山田唯菜）
WB一等保護官。吹哨隊所屬。本業學生。
被前輩妮妮稱為「妮哈」（ニーハ）。
黑長髮巨乳，不顯喜怒哀樂的冷酷性格。條理分明地捕捉事物，經常做出冷靜的判斷。
喜歡現在保護和管理龍的工作，不太關心麻煩的事情。在表倫敦就讀於南布拉克斯頓（South Blackstone）學校2年級的17歲學生。喜歡制服，就算是校外還是在裏倫敦都穿著校服。
（Ninny Spangcole，聲：田野麻美）
WB二等保護官。吹哨隊所屬。本業偶像。
因為被後輩稱為「妮妮」（ニニーちゃん），但卻因為直接被叫名字而生氣。
金髮雙馬尾，喜怒哀樂易懂的態度，開朗活潑的性格。
目標是調到能打敗龍的戰術隊，對業績和報酬的執著比諾艾兒還要強烈。同時也是人氣女子偶像組合「瑟希爾兩度死亡」（Cecile Die Twice）的隊長。
（Balgo Parks，聲：土屋神葉）
龍附者，諾艾兒的青梅竹馬。茶色短髮，好色。喜歡諾艾兒。
主任（Chief，聲：平田廣明）
諾艾兒和妮妮的上司，被稱為「英雄的兒子」，本名為比利·邦庫斯Jr（Billy Banx Jr.，ビリー・バンクス Jr.）。實力高深莫測，能夠從遠處一擊命中「灰姑娘」的皇冠。
（Osushi，聲：引坂理繪）
巴爾戈身邊的一條白色龍犬。
（Macy Baljure，聲：早見沙織）
龍視者，前「瑟希爾兩度死亡」成員。十分喜歡妮妮，稱她為「妮娜醬」（ニナちゃん），當其他女生靠近妮妮會性情大變。在表倫敦發現並偷偷飼養龍「艾利」，後被布魯諾利用帶到裏倫敦。在「灰姑娘」事件後被認為是輕度龍附者，目前由吹笛隊保護。

### Top Of Horns
（Bruno Bangnyfe，聲：小林親弘）
魔陣隊（Inks，インクス）長官，外表是二十多歲的男人。對倫敦的和平有著強烈的使命感。能召喚巨龍「力肯帕卡」。
（Roy B. Dipper，聲：田中美央）
咒歌隊（Anthems，アンセムズ）長官，外表是皮膚黝黑的中年男人。
（Cquntnire Milieve）
聖務隊（Sacreds，セイクリッズ）長官，外表是二十多歲的女人。
（Tronbone Takkinen）
吹笛隊（Pipers，パイパーズ）長官，外表像《白雪公主》的小矮人一樣的老人。
（Sullivan Squire，聲：清水春香）
戰術隊（Sabres，サーベルズ）長官，外表是半長黑髮且安靜的女人。
（Saka Rynn）
開發隊（Patchworks，パッチワークス）長官，外貌不詳，缺席於「龍冠議會」上。
（Harry Shayk）
經理隊（Billionaires，ビリオネアズ）長官，外表是短金髮、戴墨鏡的二十多歲的男人。議會時因進食口香糖令布魯諾感到惱火。
（Wolfgang Slashhaut，聲：麥人）
人事神罰隊（Gallows，ギャロウズ）長官。

## 术语
倫敦（London）
表倫敦（Front London）
普通人類居住的倫敦，位於人類世界之中。
裏倫敦（Reverse London）
倫敦背後的世界，生活在裏倫敦的人都能看到「龍」。1609年，WB頒布《龍接觸禁止法》，禁止市民與龍進行接觸，違反者將監禁100年或判處死刑。
西梢局（Western Branch）
全稱屍魂界・西梢局（Soul Society West Branch）。本作故事舞台，裏倫敦的所在世界。
WB
全称「Wind Bind」。主人公们所属的部门。代表是位于裏伦敦的本部大楼。
吹哨隊（Pipers）
负责龙的保护和管理的居住在这个里伦敦的人们，两位女主角所属的部队。与负责讨伐恶龙的战术队不一样。
Top Of Horns
WB的最高意志決策機構。
龍附者（Dragonclad）
對龍有著強烈吸引力的體質的人。
龍視者（Watcher）
表倫敦裡魔力超越常人的人類。
魔法（Magic）
WB的戰鬥方式之一，可以用作攻擊和防禦。與作者另一部長篇連載漫畫《BLEACH》中出現的「鬼道」有相似之處。
魔器（Witch Kit）
外观白色槍状武器，体积小可以绑在大腿上拔出。
披风（Mantle）
战斗时披着的白色披风，上面有如白羊座和天蝎座的标志，可能代表不同所属队伍分类。
哨（Pipe）
外觀為小號。巴爾戈的哨子在與「灰姑娘」對戰時突然變成劍。
龍（Dragon）
「龍」為表倫敦對於無法控制異形的統稱，實際上種類型態多樣，有多種實質用途，作為「資源」支撐裡倫敦各種需求。
人類死亡有72%是因為「龍」所導致。新橋提到「龍」在日本是二話不說直接殺掉，故此推測為虛。
暗黑龍（Dark Dragon）
通過與人類長期接觸並吸收各種負面情緒，黑化為暗黑龍，擁有極高智慧，因為強烈的好奇心故積極主動攻擊並殺死人類，被視為滅絕目標。
童話龍（Melchens）
據說是裡倫敦誕生前就已經存在，以童話命名的七頭龍「白雪公主」、「小紅帽」、「誠實的樵夫」、「人魚公主」、「糖果屋」、「布萊梅樂隊」以及「灰姑娘」。
為「暗黑龍的始祖」、「邪龍認定的永久討伐對象」、「存在為謎的人類之敵」。
灰姑娘（Cinderella）
童話龍之一，具備隱身龍鱗，憑藉月光羽化成長為成龍，並擁有六爪。遠看為通體純白的鳥，周身在興奮時會圍繞著名為「星灰」的粉末，一旦接觸會劇烈爆炸，如同被光明籠罩一般。
「艾利」(Erie)以灰姑娘的姿態羽化現身，處在失控狀態的灰姑娘，看到巴魯柯手上突然出現的神祕劍後冷靜下來，讓邦庫斯Jr有機會從WB大樓遠距狙擊掉皇冠，使其無法動彈受到制伏。

## 出版書籍
杂志上初公布后，单篇被收录在作者久保带人2019年出版的个人画集《BLEACH JET》中增加新绘图，作为商品出版。
| 冊數 | 集英社        | 集英社                 | 文化傳信       | 文化傳信               | 東立出版社   | 東立出版社             | 天闻角川  | 天闻角川               |
| 冊數 | 發售日期      | ISBN                   | 發售日期       | ISBN                   | 發售日期     | ISBN                   | 發售日期  | ISBN                   |
| ---- | ------------- | ---------------------- | -------------- | ---------------------- | ------------ | ---------------------- | --------- | ---------------------- |
| 1    | 2020年10月2日 | ISBN 978-4-09-129310-7 | 2020年12月23日 | ISBN 978-988-8511-71-6 | 2021年2月1日 | ISBN 978-957-26-6046-1 | 2021年8月 | ISBN 978-7-5140-2247-6 |

## 跨媒体制作

### 剧场动画
2020年3月宣布动画化，中篇剧场动画预定2020年10月2日在日本限定35馆上映，同時在全世界網路播放，共3集。

#### 制作人员
- 原作：久保带人
- 監督：川野達朗
- 副監督：清水勇司
- 腳本：涼村千夏
- 角色設計：山田奈月
- 龍族設計：大倉啓右
- 背景美術：Studio Colorido美術部
- 美術監督：稲葉邦彦
- CGI監督：斋藤司
- 色彩設計：田中美穂
- 攝影監督：東郷香澄
- 音樂：井內啟二
- 音樂監督：三好慶一郎
- 動畫製作：team Yamahitsuji／Studio Colorido
- 發行商：松竹

#### 主題曲
- 「Blowing」[8]

作詞：Genki Mizuno ， 作曲・編曲：睦月周平，主唱：NiL

#### 發行
《BURN THE WITCH》的藍光光碟於2020年12月24日在日本發售，並以珍藏版、特裝限定版和通常版三種形式發行。

#### 網絡播放
| 播放地區                                                                  | 播放平台             | 播放日期 | 字幕語言               | 備註                         |
| ------------------------------------------------------------------------- | -------------------- | -------- | ---------------------- | ---------------------------- |
| 日本                                                                      | 亞馬遜影片&Hikari TV | 10月2日  | 無                     | （页面存档备份，存于）&      |
| （除東亞、南亞及東南亞）                                                  | Crunchyroll          | 10月2日  | 英文                   | （页面存档备份，存于）       |
| 中国大陆                                                                  | bilibili             | 10月2日  | 簡體中文               |                              |
| 臺灣地區                                                                  | 巴哈姆特動畫瘋       | 10月2日  | 繁體中文               | （页面存档备份，存于）       |
| 东南亚国家联盟 · 印度 · 不丹 · 孟加拉国 · 尼泊尔 · 香港 · 澳門 · 臺灣地區 | YouTube              | 10月2日  | 簡體中文 繁體中文 英文 | （页面存档备份，存于）&TW&HK |

### 備註
1. ↑  漫畫、遊戲《BLEACH: Brave Souls》譯名為「新橋乃慧琉」；動畫譯名為「新橋諾艾兒」。
2. ↑  漫畫譯名為「新新」；動畫譯名為「妮哈」。原作中妮妮因為覺得把省略叫比較可愛故而有的暱稱，動畫採直接音譯，漫畫取原作本意省略成「新新」。
3. ↑  動畫直譯「妮娜醬」，漫畫取正常中文化邏輯。
4. ↑  劇場動畫中，史來修豪德的羅馬拼音為Srashehout而非漫畫使用的Slashhaut。
5. ↑  漫畫譯名為「吹笛隊」；動畫譯名為「吹哨隊」。

## 外部連結
- 官方网站
- BURN THE WITCH的X（前Twitter）（日語）
- 單篇版《BURN THE WITCH》 （页面存档备份，存于） - 少年Jump+（日語）